# Luigi Martini
Luigi Martini (* 15. Juni 1949 in Capannori) ist ein ehemaliger italienischer Fußballspieler. Er war Teil der Meistermannschaft von Lazio Rom in der Saison 1973/74 und spielte weiterhin für den AC Siena sowie den AS Livorno.

## Karriere
Luigi Martini, geboren am 15. Juni 1949 in der toskanischen Gemeinde Capannori, begann mit dem Fußballspielen in der nahegelegenen Provinzhauptstadt Lucca beim dort ansässigen AS Lucchese Libertas. Hier durchlief der Abwehrspieler zunächst die Jugendabteilungen und debütierte 1966 schließlich in der ersten Mannschaft, damals in der viertklassigen Serie D angesiedelt. In Lucca stand Luigi Martini in der Folge zwei Jahre unter Vertrag und machte bis 1968 dreißig Ligaspiele für den Klub, ein Torerfolg gelang ihm hierbei nicht.
1968 wechselte er zum AC Siena, der damals immerhin eine Spielklasse weiter oben zu finden war als Lucchese. In Siena spielte Martini ein Jahr lang Fußball und brachte es auf 34 Partien im Ligabetrieb, die zwei Treffer mit sich brachten. Danach ging er zum AS Livorno in die Serie B. In zwei Jahren bei dem Traditionsverein belegte Luigi Martini mit seiner Mannschaft einmal den neunten Platz in der zweithöchsten italienischen Spielklasse und einmal den vierzehnten Rang.
Im Jahr 1971 schloss sich Luigi Martini Lazio Rom an, das soeben aus der Serie A in die Serie B abgestiegen war. Unter Trainer Tommaso Maestrelli stieg Lazio sofort wieder auf, während sich Luigi Martini zum Stammspieler in der bis dahin erfolgreichsten Mannschaft des Vereins entwickelte. Denn nach der Rückkehr in die Erstklassigkeit etablierte sich das Team um Spieler wie Starstürmer Giorgio Chinaglia, Mittelfeldakteur Luciano Re Cecconi oder den Libero Giuseppe Wilson im Meisterschaftsrennen der Serie A. Gleich in der Premierensaison wurde mit Platz drei ein nicht für möglich gehaltener Tabellenrang belegt. Ein Jahr später, in der Serie A 1973/74, konnte sich Lazio Rom dann nochmal verbessern. Mit zwei Zählern Vorsprung auf Juventus Turin rangierten die Römer nach dem Ende aller Spieltage auf dem ersten Platz in der Serie A, was zum ersten Mal überhaupt in der Vereinsgeschichte den Gewinn der italienischen Fußballmeisterschaft bedeutete. Doch nach dem Titelgewinn endete die erste Hochzeit von Lazio Rom auch so schnell, wie sie auch begonnen hatte. Nachdem 1974/75 noch der vierte Platz belegt wurde, rutschte Lazio danach in die Abstiegsregionen ab. Trainer Maestrelli starb 1976 an Krebs, ein paar Wochen später wurde Mittelfeldmotor Re Cecconi erschossen, bereits im vorherigen Sommer hatte Chinaglia den Verein in Richtung Vereinigte Staaten verlassen. Luigi Martini indes blieb noch bis 1979 bei Lazio Rom. Er absolvierte insgesamt 203 Ligaspiele für seinen Arbeitgeber, in denen ihm acht Treffer gelangen. Im Jahr nach dem Abgang Martinis endete auch Lazios Erstligazeit, man musste nach neun Jahren wieder den Gang in die Serie B antreten.
Luigi Martini wechselte 1979 zum Karriereausklang zu Chicago Sting in die USA. Dort und 1981 bei Toronto Blizzard beendete Martini seine fußballerische Laufbahn Anfang der 1980er. Später wurde er Politiker und vertrat die nationalkonservative Alleanza Nazionale von 1996 bis 2006 in der Camera dei deputati.

## Erfolge
- Italienische Meisterschaft: 1×

1973/74 mit Lazio Rom